# Brian Head (Utah)
Brian Head é uma cidade  localizada no estado norte-americano de Utah, no Condado de Iron.

## Demografia
Segundo o censo norte-americano de 2000, a sua população era de 118 habitantes. 
Em 2006, foi estimada uma população de 117, um decréscimo de 1 (-0.8%).

## Geografia
De acordo com o United States Census Bureau tem uma área de 
8,0 km², dos quais 8,0 km² cobertos por terra e 0,0 km² cobertos por água. Brian Head localiza-se a aproximadamente 3183 m acima do nível do mar.

## Localidades na vizinhança
O diagrama seguinte representa as localidades num raio de 36 km ao redor de Brian Head. 